# Dani Woodward
Dani Woodward (Livonia, 7 marzo 1984) è un'ex attrice pornografica statunitense.
Ha usato anche gli pseudonimi di Danni Woodward, Danni, Dani, Danielle Woodward e Danni Woodrow.

## Biografia
Diplomata alla "Adlai E. Stevenson High School" nel 2002, successivamente si specializzò come assistente medico: trovò lavoro ma la Woodward dichiarò in un'intervista video concessa al sito netvideogirls.com di essere stata licenziata dopo la sua decisione di esordire nel mondo del porno.
Dopo aver cominciato ad apparire fotografata sui siti internet erotici, ha debuttato nel mondo del cinema per adulti nel 2003, all'età di 19 anni, e da allora è apparsa in 250 film (per IAFD). Il suo primo partner cinematografico fu Mr. Marcus in un film prodotto da Simon Wolf.
Secondo il documentario Porno Valley, andato in onda su Sky Television, la Woodward fece un provino per entrare nella Vivid Entertainment, una grande catena di produzione di film pornografici: vinse il concorso perché stupì i giudici grazie alle sue doti durevoli ed energiche ma non le venne affidato nessun contratto perché non superò il test anti-droga.
Nel 2005 vinse il suo unico premio, l'AVN Award for Best Three-Way Sex Scene. Nel 2007 ha annunciato il suo ritiro dal mondo del porno: nel suo blog su MySpace ha dichiarato di risiedere a San Diego (California) insieme alla sua fidanzata di vecchia data: la Woodward, infatti, è bisessuale.

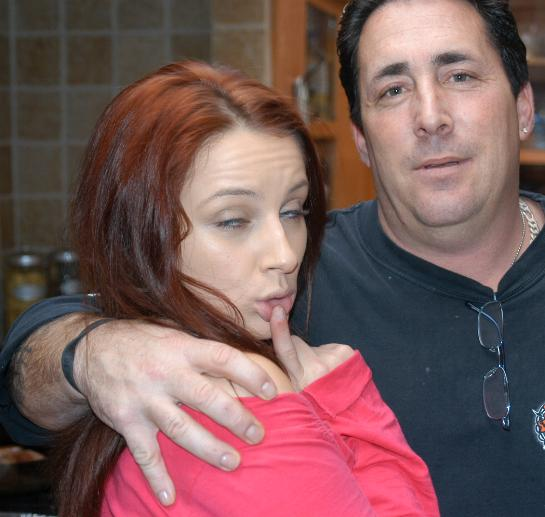

## Riconoscimenti
AVN Awards

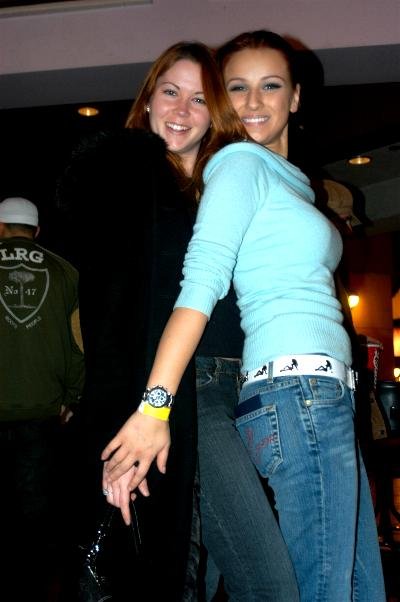
Dani Woodward e Cherry Rain

- 2005 - Best Three-Way Sex Scene - Video per Erotic Stories: Lovers and Cheaters con Barrett Blade e Kurt Lockwood[4]

## Filmografia
- Bangin Beaver on the Bus 2 (2003)
- Barely Legal 40 (2003)
- Black and White Passion 5 (2003)
- Blow Me Sandwich 2 (2003)
- Code Blue (2003)
- Covert Pervert (2003)
- Cumstains 1 (2003)
- Deep Throat This 15 (2003)
- Dripping Wet Sex 6 (2003)
- Fast Times at Deep Crack High 12 (2003)
- Fresh New Faces 2 (2003)
- Fresh Porn Babes 2 (2003)
- Girl Crazy 1 (2003)
- Innocence Pure Pink (2003)
- Jack's Playground 1 (2003)
- Maximum Thrust 2 (2003)
- More Dirty Debutantes 266 (2003)
- North Pole 43 (2003)
- Pussy Foot'n 9 (2003)
- Pussy Galore (2003)
- Reality Teens Gone Crazy 1 (2003)
- Semen Sippers 1 (2003)
- Sex with Young Girls 4 (2003)
- Sky's Perversions 2 (2003)
- Soloerotica 3 (2003)
- Specs Appeal 14 (2003)
- Spring Chickens 5 (2003)
- Strip Tease Then Fuck 1 (2003)
- Teen Dreams 5 (2003)
- Terrible Teens 1 (2003)
- Who's Your Daddy 2 (2003)
- Young Sluts, Inc. 14 (2003)
- Adult Movie 2 (2004)
- Baby Doll Nurses 2 (2004)
- Barefoot Confidential 30 (2004)
- Barely 18 9 (2004)
- Behind the Scenes of Dripping Wet Sex 2 (2004)
- Big Cock Seductions 10 (2004)
- Blow Jobs Gone Wild 1 (2004)
- Boy Meats Girl 1 (2004)
- Close-up 2 (2004)
- Dirty Little Trash Talkers (2004)
- Double Indulgence 1 (2004)
- Erotic Stories: Lovers and Cheaters 1 (2004)
- Firebush 1 (2004)
- Hot Auto Bodies (2004)
- JKP Hardcore 3 (2004)
- Just Play'n Sex (2004)
- Lipstick Lesbians 1 (2004)
- Make Me Cum (2004)
- Not Too Young For Cum 1 (2004)
- One on One 4 (2004)
- Outgunned (2004)
- Pop 2 (2004)
- Pretty Pussy (2004)
- Pussyman's Decadent Divas 25 (2004)
- Silk Stockings (2004)
- Ten Little Piggies 4 (2004)
- Two Chicks And A Cock (2004)
- Up in the Club: L.A. (2004)
- Young and Tight 5 (2004)
- Young Fresh and Ripe 2 (2004)
- Young Girls' Fantasies 5 (2004)
- Young Pink 6 (2004)
- 13 Cum Hungry Cocksuckers 2 (2005)
- Adult Video News Awards 2005 (2005)
- Adventures of Be the Mask 3 (2005)
- Adventures of Be the Mask 4 (2005)
- American Dreams (2005)
- Anal Hookers From Prague (2005)
- Assylum (II) (2005)
- Bad Ass White Girls (2005)
- Barely Legal All Stars 5 (2005)
- Big Sausage Pizza 3 (2005)
- Bitches In Heat 2 (II) (2005)
- Blow Me 2 (2005)
- Coed Teasers 2 (2005)
- Conviction (2005)
- Crushed And Plushed (2005)
- Cum Envy (2005)
- Cum Swingers (2005)
- Cumstains 6 (2005)
- Dani Woodward and Friends (2005)
- Finder's Keepers (2005)
- Fine Ass Babes 4 (2005)
- FTV Girls: Dana (2005)
- Girls Suck 1 (2005)
- Grudge Fuck 3 (2005)
- Hate: A Love Story (2005)
- Here's The Thing About My Blowjobs (2005)
- Hustler XXX 29 (2005)
- Jailbait 1 (II) (2005)
- Kiss Me Stupid (2005)
- Legal Tender 2 (II) (2005)
- Lesbian Training 1 (2005)
- Lick My Balls (2005)
- Model Behavior (2005)
- Natural Newbies (2005)
- Nut Busters 6 (2005)
- Only Handjobs 1 (2005)
- Oral Antics 3 (2005)
- Pass the Creme 1 (2005)
- Peter North's POV 5 (2005)
- Playing with Dani Woodward (2005)
- Porn Fidelity 1 (2005)
- Porn Star Station 3 (2005)
- POV Fantasy 2 (2005)
- Pros 2: High Dollar Baller$ (2005)
- Ripe Juicy Teens (2005)
- Rub My Muff 4 (2005)
- Scenario (2005)
- Secrets of the Velvet Ring (2005)
- Shane's World 36: Snow Trip (2005)
- Small Sluts Nice Butts 3 (2005)
- Smokin' Redhead Pussies (2005)
- Steal Runway (2005)
- Stroker's Angels 2 (2005)
- Supersquirt 2 (2005)
- Take My Wife (2005)
- Teenage Dreamin' (2005)
- Three's Cumpany (2005)
- Tiny Chicks Sure Can Fuck 1 (2005)
- Wank On Me (2005)
- White Chicks Gettin' Black Balled 10 (2005)
- Wild in Vegas (2005)
- X Marks The Spot (2005)
- 12 Nasty Girls Masturbating 7 (2006)
- Backseat Bangers 9 (2006)
- Big Bang Theory (2006)
- Blow Me 6 (2006)
- Blowin Loads (2006)
- Buffy Malibu's Nasty Girls 33 (2006)
- Coed Teasers 3 (2006)
- College Wild Parties 3 (2006)
- Crank Shaft 1 (2006)
- Forbidden Fantasies (2006)
- Gag on This 9 (2006)
- Housewife 1 on 1 2 (2006)
- Inferno (2006)
- Innocent Desires 3 (2006)
- Krystal Therapy (2006)
- Mind Blowers 4 (2006)
- Naked and Famous (2006)
- Naughty And Nice (2006)
- Porn Star Training Camp (2006)
- Put It Wherever 2 (2006)
- Rub My Muff 10 (2006)
- Secret Lovers (2006)
- Silky Smooth (2006)
- Smokin' Hot Imports (2006)
- Squirting 201 4 (2006)
- Squirting Nurses (2006)
- Stripped (2006)
- Suckers 10 (2006)
- Teenage Brotha Lovers 6 (2006)
- Tight Naughty Teens (2006)
- Virgin Patrol 2 (2006)
- Appetite for Dysfunction (2007)
- Behind Closed Doors (2007)
- Bring It Black 5 (2007)
- Brotha Lovers (2007)
- I Love Your Sexy Feet (2007)
- Masturbation Mayhem 2 (2007)
- Me Myself and I 1 (2007)
- School's Out (2007)
- Sinful Temptations (2007)
- Soaked in Sex (2007)
- Swap That Cum 2 (2007)
- Teenage Whores 1 (2007)
- Virgin Patrol 3 (2007)
- Dirty Delights (2008)
- Fantasyland (2008)
- Fuck Me Good 4 (2008)
- I Love 'em Natural 5 (2008)
- POV Blowjobs 1 (2008)
- POV Handjobs 1 (2008)
- Red Hotz (2008)
- Surrender the Booty 3 (2008)
- Blown Away 2 (2009)
- 3 for All (2010)
- Extreme Interracial (2010)
- Notorious S.L.U.T. (2010)
- Pussy Vs. Pussy (2010)
- Sex Toy Teens 4 (2010)
- Sorority Girlz (2010)
- Sweet Cherrys 2 (2010)
- Creamy Centers (2013)